# 岩屋村 (京都府)
岩屋村（いわやむら）は、京都府与謝郡にあった村。現在の与謝野町岩屋にあたる。

## 地理
- 峠：岩屋峠

## 歴史
- 1894年（明治27年）10月12日 - 市場村の一部（大字岩屋）が分立して発足。
- 1955年（昭和30年）3月1日 - 三河内村・市場村・山田村・石川村と合併して野田川町が発足。同日岩屋村廃止。